# Bollnäs GIF Fotbollsförening
 Bollnäs GIF Fotbollsförening är en idrottsklubb  i Bollnäs. Dess ursprung är fotbollssektionen inom Bollnäs GoIF, en förening bildad 1895. Föreningens herrlag har spelat sex säsonger i näst högsta divisionen: 1934/35, 1935/36, 1936/37, 1937/38, 1938/39 och 1963. Lagets främsta placering är en sjunde plats 1935/1936. Säsongen 2023 spelar laget i division III, vilket man gjort sedan 2018.
Sektionen har cirka 700 medlemmar samt fyra seniorlag (två för damer, två för herrar), sju pojklag och fem flicklag.